# Nico Rosberg
Nico Erik Rosberg (Wiesbaden, 27 juni 1985) is een Duits-Fins voormalig Formule 1-coureur. Hij maakte zijn debuut in 2006 voor Williams en reed vanaf 2010 tot en met 2016 voor Mercedes. In 2014 en 2015 werd hij tweede in het wereldkampioenschap, alvorens in 2016 F1-wereldkampioen te worden. 
Rosberg is de zoon van de Finse wereldkampioen Formule 1 Keke Rosberg. Nico zelf heeft de Duitse nationaliteit van zijn moeder. Hij spreekt Duits, Frans, Engels, Italiaans, Spaans en een beetje Fins. Hij woont in Monaco. Via YouTube vlogt hij over actuele gebeurtenissen in de racerij.

## Carrière voor de Formule 1
Tussen 1996 en 2002 maakte Rosberg furore door in verschillende kartingkampioenschappen de ene topprestatie na de andere neer te zetten.
Rosberg stapte in 2002 voor het eerst in een Formule 1-wagen. Hij mocht een test afleggen bij het toenmalige Williams-BMW, nadat hij op indrukwekkende wijze het Formule BMW ADAC-kampioenschap heeft gewonnen. Een jaar later, in 2003, kwam Nico Rosberg in actie in de Formule 3 Euroseries bij Team Rosberg, hij werd achtste; ook in 2004 kwam hij in deze series uit, hij werd vierde in de eindstand van het kampioenschap.
In 2005 won Rosberg bij het ART Grand Prix team de GP2 Series, die geïntroduceerd werd als vervanger van de Formule 3000. Hij liet in het kampioenschap de Fin Heikki Kovalainen achter zich. In mei van datzelfde jaar kreeg hij opnieuw de kans om zich te bewijzen in een Formule 1-wagen. Hij tekende een testcontract bij het Williams-team. Uiteindelijk nam het team hem ook op als tweede rijder naast Mark Webber.

## Formule 1-carrière

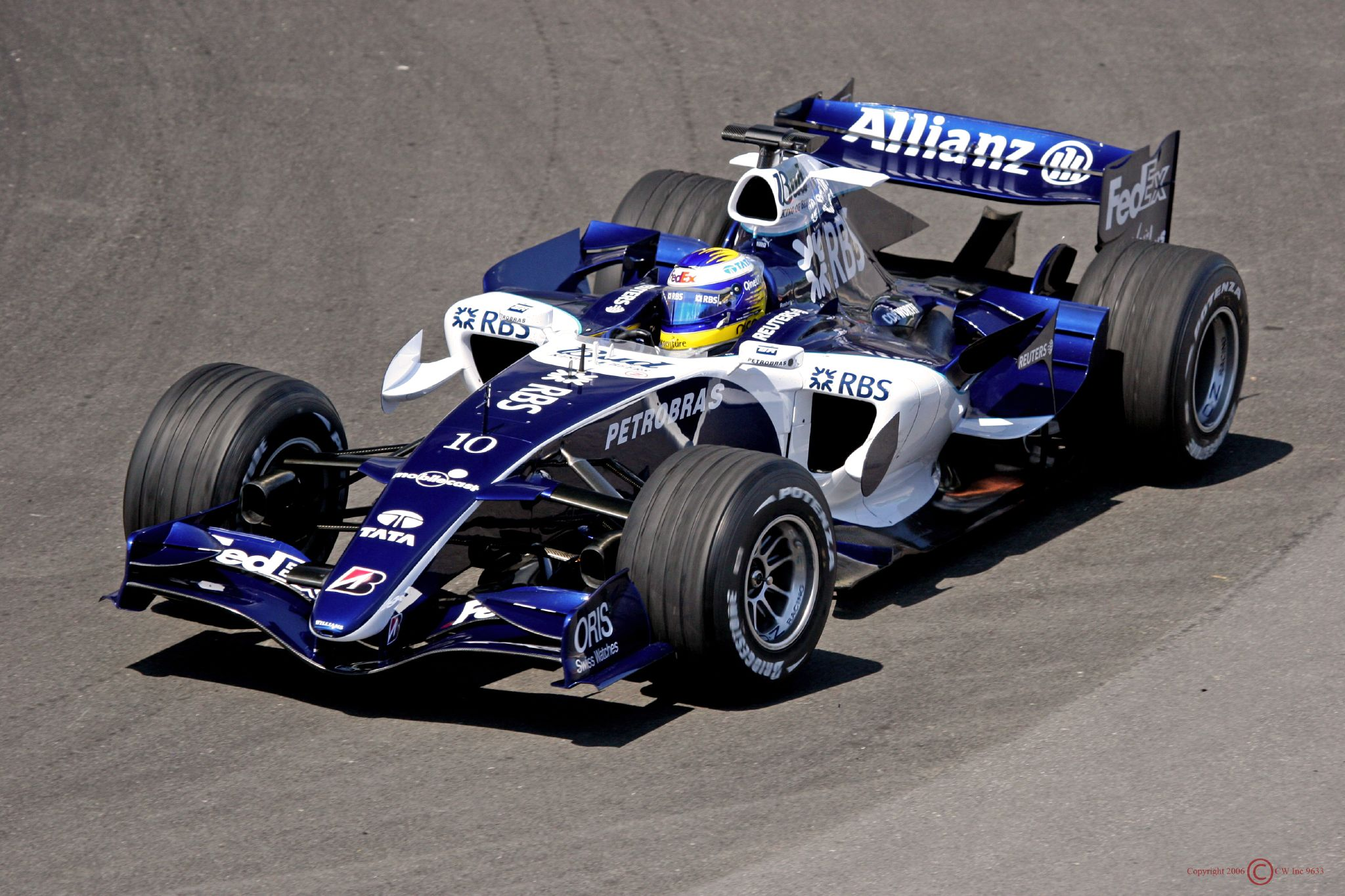
Rosberg in zijn debuutseizoen

### Williams (2006-2009)
Rosberg maakte op 12 maart 2006 zijn debuut in de Grand Prix van Bahrein. Hij startte op de twaalfde plaats en moest door een kleine botsing net na de start de hele race achtervolgen. Toch slaagde Rosberg er in om als zevende te finishen en zo twee WK-punten te behalen. Bovendien zette Rosberg de snelste ronde van de race op zijn naam. Daarmee werd hij met zijn 20 jaar en 259 dagen de jongste rijder die dat ooit had gepresteerd.
Pech voor Rosberg was er in zijn tweede race; op het hete circuit van Maleisië blies hij na zes ronden zijn motor op, hij reed op dat moment in zesde positie.
Ook de Grand Prix van Australië was Rosberg niet goedgezind. In de kwalificaties werd hij opgehouden door druk verkeer en toen hij de ruimte vond om een snelle ronde neer te zetten, begon het te regenen. Hij moest zich tevreden stellen met een veertiende plaats op de starting grid. In de race zelf was het voor Rosberg na een paar honderd meter afgelopen. Bij het uitkomen van bocht 1, raakten Christian Klien en Felipe Massa elkaar. De Braziliaan crashte en reed in op Rosberg. De achtervleugel van de Williams-wagen werd volledig vernield. Rosberg slaagde er nog wel in de pitlane te bereiken, maar de schade aan zijn wagen was zo groot dat hij moest opgeven.
In San Marino was het een erg anonieme race voor Rosberg. In de vrije training zorgde hij nog wel voor opschudding door met zijn wagen van de baan te gaan. In de kwalificaties op zaterdag werd hij dertiende. In de race eindigde Rosberg buiten de punten op plaats elf.
De race daarop was een thuiswedstrijd op de Nürburgring bij de Grand Prix van Europa. De Williams-wagens hadden problemen met de motoren. Deze werden op zaterdagmorgen op het laatste moment nog vervangen. Rosberg zette in de kwalificaties de twaalfde tijd neer. Daarbij werden tien plaatsen opgeteld en dat betekende een 22ste en laatste startplaats voor de Duitser. Dankzij de pitstopstrategie kon hij toch nog punten pakken. Na 33 ronden kwam Rosberg voor de eerste keer binnen en op elf ronden van het einde kwam er nog een tweede korte stop bij. Mede door het uitvallen van negen wagens eindigde Rosberg zo op de zevende plaats en pakte hij twee punten.
De GP van Spanje werd voor Rosberg weer een doorsnee race. De Duitser startte als dertiende en kon op geen enkel moment aanspraak maken op een plaats in de top acht, die punten oplevert. Uiteindelijk finishte Rosberg, ietwat teleurstellend, als elfde.
In Monaco, waar Rosberg opgroeide, begon het allemaal veelbelovend voor de jonge Duitser: in de kwalificaties mocht hij meedingen in de zogenaamde "Superpole", toch kon hij slechts een tiende tijd uit het vuur slepen. Doordat Michael Schumacher en Giancarlo Fisichella bestraft werden, mocht Rosberg op zondag toch vanaf plaats acht starten. Dat de start van de Williams-wagens werd verbeterd, bleek meteen uit de twee plaatsen winst die hij boekte. Helaas raakte hij op het smalle circuit niet voorbij de tragere Rubens Barrichello, daarbij kwam dan nog eens een slechte beslissing van het team om twee pitstops te maken. Na 51 ronden was het helemaal over voor Rosberg, die met zijn bolide uit de bocht ging en tegen de vangrail reed. Gelukkig zonder al te veel gevolgen.
De GP van Groot-Brittannië op het circuit van Silverstone ging voor Rosberg niet echt goed van start, hij slaagde er slechts in een 12de tijd neer te zetten. Bijgevolg reed hij de hele race in de middenmoot, hij finishte uiteindelijk als 9de en kwam minder dan een seconde tekort om nog een WK-puntje mee te graaien. Rosberg zei na afloop dat hij een zeer goede race heeft gereden, het enige verschil met vorig jaar (in de GP2) was volgens de jonge Duitser dat hij toen met een goede race altijd op het podium stond.
Een verplaatsing naar Canada leek Rosberg wel te bevallen. In de eerste kwalificatie ging hij nog wel wat wijd uit de bocht en raakte met zijn voorwiel de muur, maar uiteindelijk mocht hij meestrijden in de Superpole en versierde hij een zesde plaats op de starting grid.
In de race kende Rosberg een goede start, hij ging meteen Michael Schumacher voorbij en kreeg Juan Pablo Montoya onder zijn achtervleugel. De twee vochten spectaculair voor de vijfde plaats, Montoya wilde vervolgens wel erg optimistisch binnendoor in een rechtse bocht, Rosberg remde iets te laat en deed de deur dicht. Montoya raakte Rosberg met zijn voorvleugel en de jonge Duitser ging van de baan en knalde tegen de muur. Gelukkig enkel met materiële schade, maar Rosberg zag zo alweer een goede prestatie door zijn neus geboord.
Na het debacle dat zich in 2005 bij de GP van Indianapolis voltrok, werd er dit jaar gehoopt op wat meer sportief spektakel. Voor Nico begon het allemaal niet te positief, hij ging er in de eerste kwalificatie uit en werd daarenboven nog eens bestraft met de laatste startplaats omdat hij na de kwalificaties het signaal om zijn wagen te laten wegen, negeerde. In de race kwam Rosberg goed weg, acht wagens waren na de eerste bochtenreeks buiten strijd, hij kon de ravage ontwijken en kwam op de achtste plaats. Toch kon hij die plaats niet behouden, er finishten uiteindelijk 9 wagens en Rosberg is de enige die buiten de punten eindigde.

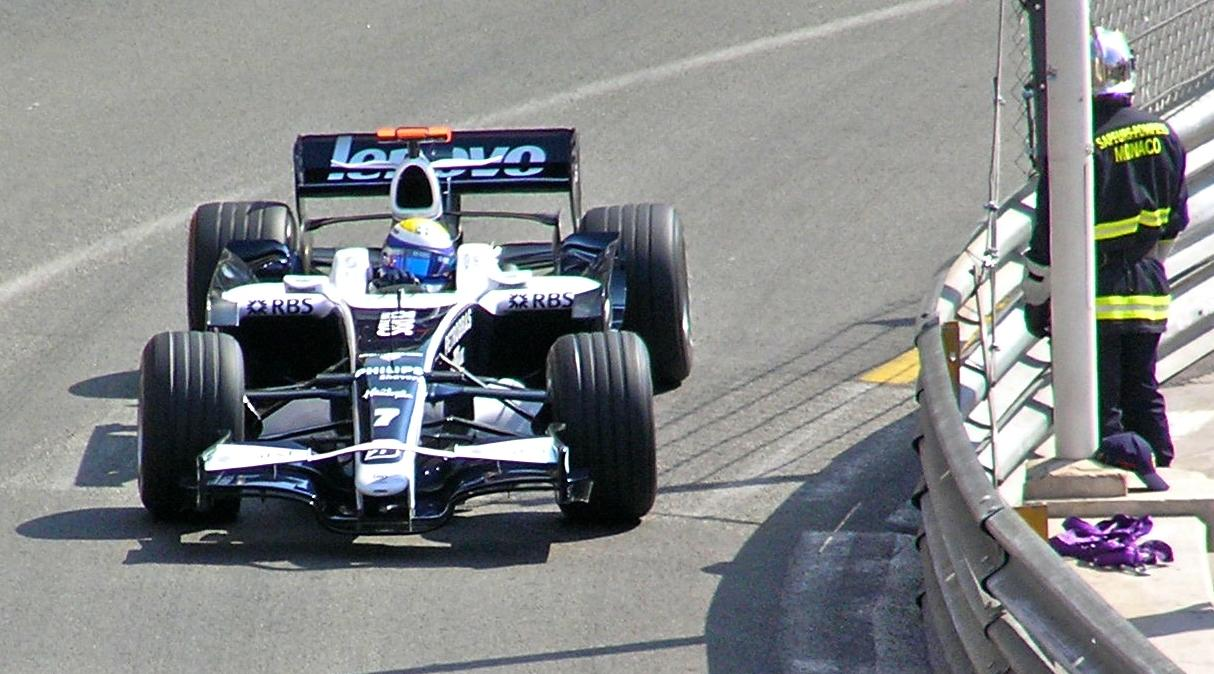
Nico Rosberg tijdens de GP van Monaco 2008

Op het circuit van Magny-Cours bij de Grand Prix van Frankrijk moest Rosberg een goede kwalificatie rijden, door problemen met de motor moest hij een wissel doorvoeren wat hem een straf van 10 plaatsen op de starting grid opleverde. Rosberg reed in de Superpole, die na een regelwijziging slechts 15 minuten duurde, een negende tijd wat goed was voor een 19 startplaats.
Tijdens de race raakte Rosberg niet weg uit het achterveld, de keuze voor drie pitstops deed daar zeker geen goed aan. Vooral door het uitvallen van andere rijders pakte hij uiteindelijk de 14de plaats.
De GP van Duitsland op Hockenheim is een echte thuiswedstrijd voor Nico, hij werd er niet zo ver vandaan geboren. Hij heeft zich van deze wedstrijd dan ook heel wat voorgesteld. Maar reeds in de vrije oefensessie crashte hij, in de kwalificaties bleef een goede prestatie uit, een 15de tijd en een 14de plaats op de starting grid waren al de eerste voortekenen.
Na een vlekkeloze start wilde Rosberg te veel forceren en ging hij te snel door een bocht, hij verloor de controle over zijn wagen, ging de grindbak in en knalde in de bandenmuur. Alweer een GP om zo snel mogelijk te vergeten.
Ook een week later in Boedapest lijkt Rosberg maar niet uit het dipje te raken, slechts een 18de tijd in de kwalificaties was alweer onder de verwachtingen. Tijdens de race op zondag regende het zwaar en dat was erg in het nadeel van de Bridgestone-banden. Uiteindelijk viel Rosberg na 19 ronden uit door elektronische problemen. Hij beschreef het weekend als erg interessant en uitdagend, maar op zich een grote loterij.
De voorlaatste GP op Europese bodem liep voor Rosberg vlot in de vrije oefensessies, maar net voor de kwalificaties voerde het team enkele technische wijzigingen door waardoor de wagen, volgens Rosberg zelf, minder goed aanvoelde. Een 14de plaats op de starting grid was dan ook een redelijke prestatie.
De race zelf kende een behoorlijk chaotische start in het midden van het veld. Rosberg kon daar optimaal van profiteren om op te schuiven naar de zesde en even later zelfs naar de vijfde plaats. Een mooie prestatie leek in de maak, maar alweer werd de seizoensdebutant getroffen door pech, een verlies van de waterdruk. Hij reed z'n Williams nog wel tot in de pits, maar dan was het afgelopen.
Het circuit van Monza ligt Michelin doorgaans minder, maar dat bleek zeker niet uit de prestaties van Rosberg in de vrij oefensessies en de kwalificatie. Rosberg veroverde een 12de startplaats, maar er zat naar eigen zeggen nog wel meer in. En hoewel zijn Williams-wagen er elektrotechnisch gezien op vooruit is gegaan, moest de Rosberg alweer opgeven tijdens de race, dit keer was het na negen ronden gedaan. Een probleem met de aandrijfstang kon niet worden verholpen. Toch verklaarde Rosberg redelijk tevreden te zijn over zijn debuutseizoen en was vol vertrouwen over de volgende races.
De GP van China was voor Rosberg een nieuwe ontdekking, voor de eerste keer in zijn nog jonge carrière reed hij een racewedstrijd op het circuit van Shanghai. De regen was vooral in de kwalificaties een grote spelbreker, meer dan een 15de plaats zat er niet in. In de race kende Rosberg een goede start maar hij raakte niet voorbij de Schot David Coulthard en verloor zo veel tijd. Een elfde plaats was dan ook het hoogst haalbare, maar na een aaneenschakeling van opgaven in de afgelopen wedstrijden toch een opsteker voor de Duitser.
Suzuka is volgens Rosberg een van de moeilijkste circuits van de kalender, voor de eerste keer tijdens een racewedstrijd mocht hij ervan proeven en dat deed hij niet slecht. Rosberg sleepte een plaatsje in de Superpole uit de wacht, hij pakte de tiende startplaats. Een ongewone mindere start voor Rosberg tijdens de race zorgde ervoor dat hij een plaatsje terugviel. Een dalende bandentemperatuur in het laatste deel van de wedstrijd zorgde nog voor wat onrust, maar uiteindelijk finishte hij als toch als tiende. Rosberg was zelf tevreden over zijn race en bevestigde dat er niet meer in zat.
Het debuutseizoen van Rosberg in de Formule 1 eindigde op het circuit van Interlagos, tijdens de Grand Prix van Brazilië. Hij veroverde tijdens de kwalificaties de 13de plaats op de starting grid. Na het teleurstellende seizoen van Williams, eindigde ook deze race in mineur. Net na de start reed Rosberg in op de wagen van ploeggenoot Mark Webber. De Australiër moest meteen opgeven, Rosberg probeerde zijn beschadigde wagen nog tot in de pits te krijgen, maar crashte in de laatste bocht voor start-finish.

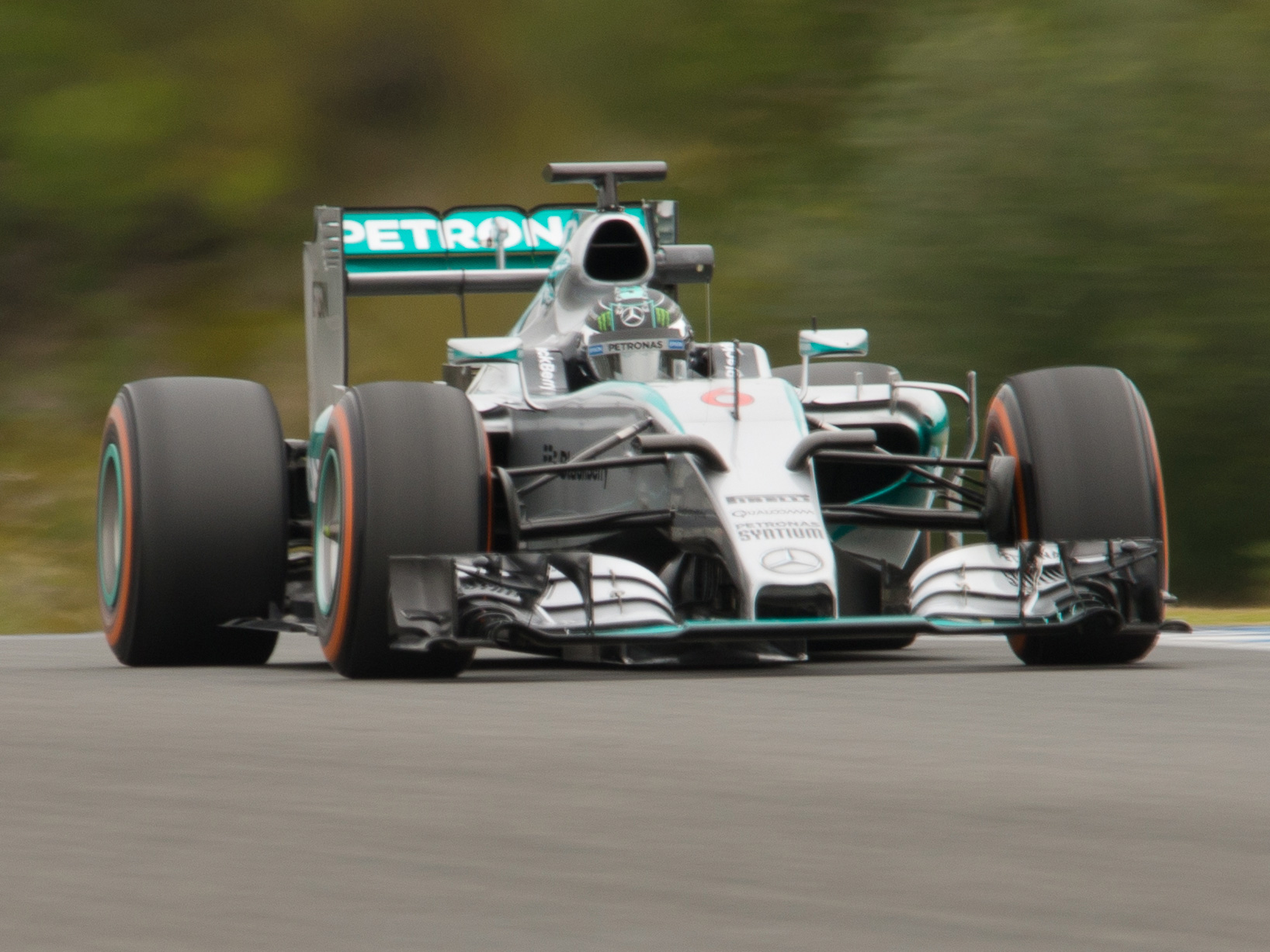
Rosberg in de F1 W06.

Op 23 november 2009 werd bevestigd dat Rosberg vanaf 2010 zou gaan rijden voor het team van Mercedes Grand Prix, waarbij zevenvoudig Formule 1-kampioen Michael Schumacher later als tweede rijder werd toegevoegd.

### Mercedes (2010-2016)
Op 14 april 2012 behaalt Rosberg tijdens de Grand Prix van China zijn eerste poleposition in de Formule 1. Michael Schumacher start als tweede, nadat Lewis Hamilton een gridstraf kreeg. Uiteindelijk wint Nico de race en behaalt daarmee zijn eerste overwinning in de Formule 1. Aan het eind van het seizoen stopte Michael Schumacher met racen en kreeg Rosberg voormalig McLaren-coureur Lewis Hamilton als teamgenoot.
In de Grands Prix van Bahrein, Spanje en Monaco 2013 behaalt Rosberg poleposition. In Bahrein en Spanje vallen hij en teamgenoot Hamilton echter ver terug vanwege de hoge bandenslijtage van de Mercedes. In Monaco weet Rosberg echter zijn pole wel te verzilveren en behaalt hiermee zijn tweede Formule 1-overwinning. Later dat jaar wint hij ook de Grand Prix van Groot-Brittannië.
In 2014 won Rosberg de openingsrace in Australië en begon het seizoen sterk. Hij won ook de Grand Prix van Monaco voor de tweede keer. Hij behaalde nog drie overwinningen en werd uiteindelijk tweede in het kampioenschap achter teamgenoot Lewis Hamilton.
In 2015 won hij zes races, waaronder weer de Grand Prix van Monaco, die hij voor de derde keer op rij won. Hij werd opnieuw tweede in het kampioenschap achter teamgenoot Hamilton die zijn derde wereldtitel pakte.
In 2016 was Rosberg het gehele seizoen in een strijd om het kampioenschap verwikkeld met Hamilton. Hij won negen races, Hamilton tien, maar Rosberg werd voor het eerst in zijn carrière wereldkampioen Formule 1 met een verschil van 5 punten op Hamilton. Hij was de derde Duitse wereldkampioen in de Formule 1, na Michael Schumacher en Sebastian Vettel. Het was tevens de twaalfde wereldtitel voor een Duitse F1-coureur, na zeven titels voor Schumacher en vier voor Vettel. Vijf dagen na zijn wereldtitel, maakte Rosberg bekend dat hij per direct zijn Formule 1-carrière beëindigde.

## Overzicht Formule 1 carrière

### Teams
| Jaar/Jaren    | Team     |
| ------------- | -------- |
| 2006 t/m 2009 | Williams |
| 2010 t/m 2016 | Mercedes |

### Statistiek
|                       | 2006 | 2007 | 2008 | 2009 | 2010 | 2011 | 2012 | 2013 | 2014 | 2015 | 2016 | Totaal           |
| --------------------- | ---- | ---- | ---- | ---- | ---- | ---- | ---- | ---- | ---- | ---- | ---- | ---------------- |
| Aantal races          | 18   | 17   | 18   | 17   | 19   | 19   | 20   | 19   | 19   | 19   | 21   | 206 (206 starts) |
| Aantal zeges          | 0    | 0    | 0    | 0    | 0    | 0    | 1    | 2    | 5    | 6    | 9    | 23               |
| Aantal polepositions  | 0    | 0    | 0    | 0    | 0    | 0    | 1    | 3    | 11   | 7    | 8    | 30               |
| Aantal snelste ronden | 1    | 0    | 0    | 1    | 0    | 0    | 2    | 0    | 5    | 5    | 6    | 20               |
| Aantal podiumplaatsen | 0    | 0    | 2    | 0    | 3    | 0    | 2    | 4    | 15   | 15   | 16   | 57               |
| Aantal WK-punten      | 4    | 20   | 17   | 34½  | 142  | 89   | 93   | 171  | 317  | 322  | 385  | 1594½            |
| Eindstand WK          | 17   | 9    | 13   | 7    | 7    | 7    | 9    | 6    | 2    | 2    | 1    |                  |

### Tabel Formule 1-resultaten
| Resultaat                       |
| ------------------------------- |
| Winnaar                         |
| Tweede plaats                   |
| Derde plaats                    |
| Gefinisht (punten behaald)      |
| Gefinisht (geen punten behaald) |
| Niet geklasseerd (NC)           |
| Uitgevallen (DNF)               |
| Niet gekwalificeerd (DNQ)       |
| Gediskwalificeerd (DSQ)         |
| Niet gestart (DNS)              |
| Gewond (INJ)                    |
| Uitgesloten (EX)                |
| Teruggetrokken (WD)             |
| Niet deelgenomen (blanco cel)   |
| P Pole position                 |
| S Snelste ronde                 |

| Seizoen | Inschrijving                  | Chassis                | Motor                         | 1       | 2       | 3       | 4       | 5       | 6       | 7       | 8       | 9        | 10      | 11      | 12      | 13      | 14      | 15       | 16      | 17      | 18      | 19      | 20     | 21    | Pos    | Punten |
| ------- | ----------------------------- | ---------------------- | ----------------------------- | ------- | ------- | ------- | ------- | ------- | ------- | ------- | ------- | -------- | ------- | ------- | ------- | ------- | ------- | -------- | ------- | ------- | ------- | ------- | ------ | ----- | ------ | ------ |
| 2006    | Williams F1 Team              | Williams FW28          | Cosworth CA2006 2.4 V8        | BHR 7S  | MAL DNF | AUS DNF | SMR 11  | EUR 7   | SPA 11  | MON DNF | GBR 9   | CAN DNF  | VST 9   | FRA 14  | DUI DNF | HON DNF | TUR DNF | ITA DNF  | CHN 11  | JPN 10  | BRA DNF |         |        |       | 17     | 4      |
| 2007    | AT&T Williams                 | Williams FW29          | Toyota RVX-07 2.4 V8          | AUS 7   | MAL DNF | BHR 10  | SPA 6   | MON 12  | CAN 10  | VST 16† | FRA 9   | GBR 12   | EUR DNF | HON 7   | TUR 7   | ITA 6   | BEL 6   | JPN DNF  | CHN 16  | BRA 4   |         |         |        |       | 9      | 20     |
| 2008    | AT&T Williams                 | Williams FW30          | Toyota RVX-08 2.4 V8          | AUS 3   | MAL 14  | BHR 8   | SPA DNF | TUR 8   | MON DNF | CAN 10  | FRA 16  | GBR 9    | DUI 10  | HON 14  | EUR 8   | BEL 12  | ITA 14  | SIN 2    | JPN 11  | CHN 15  | BRA 12  |         |        |       | 13     | 17     |
| 2009    | AT&T Williams                 | Williams FW31          | Toyota RVX-09 2.4 V8          | AUS 6S  | MAL 8‡  | CHN 15  | BHR 9   | SPA 8   | MON 6   | TUR 5   | GBR 5   | DUI 4    | HON 4   | EUR 5   | BEL 8   | ITA 16  | SIN 11  | JPN 5    | BRA DNF | ABU 9   |         |         |        |       | 7      | 34½    |
| 2010    | Mercedes GP Petronas F1 Team  | Mercedes MGP W01       | Mercedes FO 108X 2.4 V8       | BHR 5   | AUS 5   | MAL 3   | CHN 3   | SPA 13  | MON 7   | TUR 5   | CAN 6   | EUR 10   | GBR 3   | DUI 8   | HON DNF | BEL 6   | ITA 5   | SIN 5    | JPN 17† | KOR DNF | BRA 6   | ABU 4   |        |       | 7      | 142    |
| 2011    | Mercedes GP Petronas F1 Team  | Mercedes MGP W02       | Mercedes FO 108Y 2.4 V8       | AUS DNF | MAL 12  | CHN 5   | TUR 5   | SPA 7   | MON 11  | CAN DNF | EUR 7   | GBR 6    | DUI 7   | HON 9   | BEL 6   | ITA DNF | SIN 7   | JPN 10   | KOR 8   | IND 6   | ABU 6   | BRA 7   |        |       | 7      | 89     |
| 2012    | Mercedes AMG Petronas F1 Team | Mercedes F1 W03        | Mercedes FO 108Z 2.4 V8       | AUS 12  | MAL 13  | CHN 1P  | BHR 5   | SPA 7   | MON 2   | CAN 6   | EUR 6S  | GBR 15   | DUI 10  | HON 10  | BEL 11  | ITA 7S  | SIN 5   | JPN DNF  | KOR DNF | IND 11  | ABU DNF | VST 13  | BRA 15 |       | 9      | 93     |
| 2013    | Mercedes AMG Petronas F1 Team | Mercedes F1 W04        | Mercedes FO 108Z 2.4 V8       | AUS DNF | MAL 4   | CHN DNF | BHR 9P  | SPA 6P  | MON 1P  | CAN 5   | GBR 1   | DUI 9    | HON 19† | BEL 4   | ITA 6   | SIN 4   | KOR 7   | JPN 8    | IND 2   | ABU 3   | VST 9   | BRA 5   |        |       | 6      | 171    |
| 2014    | Mercedes AMG Petronas F1 Team | Mercedes F1 W05 Hybrid | Mercedes PU106A Hybrid 1.6 V6 | AUS 1S  | MAL 2   | BHR 2PS | CHN 2S  | SPA 2   | MON 1P  | CAN 2P  | OOS 1   | GBR DNFP | DUI 1P  | HON 4PS | BEL 2PS | ITA 2   | SIN DNF | JPN 2P   | RUS 2   | VST 2P  | BRA 1P  | ABU 14P |        |       | Zilver | 317    |
| 2015    | Mercedes AMG Petronas F1 Team | Mercedes F1 W06 Hybrid | Mercedes PU106B Hybrid 1.6 V6 | AUS 2   | MAL 3S  | CHN 2   | BHR 3   | SPA 1P  | MON 1   | CAN 2   | OOS 1S  | GBR 2    | HON 8   | BEL 2S  | ITA 17† | SIN 4   | JPN 2P  | RUS DNFP | VST 2PS | MEX 1PS | BRA 1P  | ABU 1P  |        |       | Zilver | 322    |
| 2016    | Mercedes AMG Petronas F1 Team | Mercedes F1 W07 Hybrid | Mercedes PU106C Hybrid 1.6 V6 | AUS 1   | BHR 1S  | CHN 1P  | RUS 1PS | SPA DNF | MON 7   | CAN 5S  | EUR 1PS | OOS 4    | GBR 3S  | HON 2P  | DUI 4P  | BEL 1P  | ITA 1   | SIN 1P   | MAL 3S  | JPN 1P  | VST 2   | MEX 2   | BRA 2  | ABU 2 | Goud   | 385    |
| Seizoen | Inschrijving                  | Chassis                | Motor                         | 1       | 2       | 3       | 4       | 5       | 6       | 7       | 8       | 9        | 10      | 11      | 12      | 13      | 14      | 15       | 16      | 17      | 18      | 19      | 20     | 21    | Pos    | Punten |

‡ Halve punten zijn uitgereikt omdat minder dan 75% van de raceafstand is afgelegd.
† — Coureur is niet gefinisht in de GP, maar heeft wel 90% van de race-afstand afgelegd, waardoor hij als geklasseerd genoteerd staat.

### Overwinningen
- 1950 G. Farina
- 1951 J. M. Fangio
- 1952 A. Ascari
- 1953 A. Ascari
- 1954 J. M. Fangio
- 1955 J. M. Fangio
- 1956 J. M. Fangio
- 1957 J. M. Fangio
- 1958 M. Hawthorn
- 1959 J. Brabham
- 1960 J. Brabham
- 1961 P. Hill
- 1962 G. Hill
- 1963 J. Clark
- 1964 J. Surtees
- 1965 J. Clark
- 1966 J. Brabham
- 1967 D. Hulme
- 1968 G. Hill
- 1969 J. Stewart
- 1970 J. Rindt
- 1971 J. Stewart
- 1972 E. Fittipaldi
- 1973 J. Stewart
- 1974 E. Fittipaldi
- 1975 N. Lauda
- 1976 J. Hunt
- 1977 N. Lauda
- 1978 M. Andretti
- 1979 J. Scheckter
- 1980 A. Jones
- 1981 N. Piquet
- 1982 K. Rosberg
- 1983 N. Piquet
- 1984 N. Lauda
- 1985 A. Prost
- 1986 A. Prost
- 1987 N. Piquet
- 1988 A. Senna
- 1989 A. Prost
- 1990 A. Senna
- 1991 A. Senna
- 1992 N. Mansell
- 1993 A. Prost
- 1994 M. Schumacher
- 1995 M. Schumacher
- 1996 D. Hill
- 1997 J. Villeneuve
- 1998 M. Häkkinen
- 1999 M. Häkkinen
- 2000 M. Schumacher
- 2001 M. Schumacher
- 2002 M. Schumacher
- 2003 M. Schumacher
- 2004 M. Schumacher
- 2005 F. Alonso
- 2006 F. Alonso
- 2007 K. Räikkönen
- 2008 L. Hamilton
- 2009 J. Button
- 2010 S. Vettel
- 2011 S. Vettel
- 2012 S. Vettel
- 2013 S. Vettel
- 2014 L. Hamilton
- 2015 L. Hamilton
- 2016 N. Rosberg
- 2017 L. Hamilton
- 2018 L. Hamilton
- 2019 L. Hamilton
- 2020 L. Hamilton
- 2021 M. Verstappen
- 2022 M. Verstappen
- 2023 M. Verstappen
- 2024 M. Verstappen